# Czwarty rząd Konrada Adenauera
Czwarty rząd Konrada Adenauera – 14 listopada 1961 do 13 grudnia 1962.
| Funkcja                                                                   | Imię i nazwisko                             | Partia |
| ------------------------------------------------------------------------- | ------------------------------------------- | ------ |
| Bundeskanzler – Kanclerz Federalny                                        | Konrad Adenauer                             | CDU    |
| Stellvertreter des Bundeskanzlers – Wicekanclerz Federalny                | Ludwig Erhard                               | CDU    |
| Minister spraw zagranicznych                                              | Gerhard Schröder (polityk CDU)              | CDU    |
| Minister spraw wewnętrznych                                               | Hermann Höcherl                             | CSU    |
| Minister sprawiedliwości                                                  | Wolfgang Stammberger (do 19 listopada 1962) | FDP    |
| Minister finansów                                                         | Heinz Starke (do 19 listopada 1962)         | FDP    |
| Minister gospodarki i technologii                                         | Ludwig Erhard                               | CDU    |
| Minister rolnictwa, polityki żywnościowej i ochrony konsumentów           | Werner Schwarz (polityk CDU)                | CDU    |
| Minister do spraw wewnątrzniemieckich                                     | Ernst Lemmer                                | CDU    |
| Minister pracy i polityki społecznej                                      | Theodor Blank                               | CDU    |
| Minister obrony                                                           | Franz Josef Strauß (do 11 grudnia 1962)     | CSU    |
| Minister transportu i budownictwa                                         | Hans-Christoph Seebohm                      | CDU    |
| Minister poczty i telekomunikacji                                         | Richard Stücklen                            | CSU    |
| Minister ds. wypędzonych, uciekinierów i poszkodowanych przez wojnę       | Wolfgang Mischnick (do 19 listopada 1962)   | FDP    |
| Minister spraw federalnych i stanowych                                    | Hans-Joachim von Merkatz                    | CDU    |
| Minister ds. zagospodarowania przestrzennego, budownictwa i rozwoju miast | Paul Lücke                                  | CDU    |
| Minister ds. badań naukowych                                              | Siegfried Balke                             | CSU    |
| Minister do spraw młodzieży i rodzin                                      | Franz-Josef Wuermeling                      | CDU    |
| Minister skarbu                                                           | Hans Lenz (do 19 listopada 1962)            | FDP    |
| Minister zdrowia                                                          | Elisabeth Schwarzhaupt                      | CDU    |
| Minister ds. współpracy gospodarczej i rozwoju                            | Walter Scheel                               | FDP    |
| Minister do spraw nadzwyczajnych – przewodniczący federalnej Rady Obrony  | Heinrich Krone                              | CDU    |